# Darnowo (województwo pomorskie)
Darnowo (kaszb. Darnowò) – wieś w Polsce, położona w województwie pomorskim, w powiecie słupskim, w gminie Kępice.
| SIMC    | Nazwa     | Rodzaj    |
| ------- | --------- | --------- |
| 0745036 | Węgorzyno | część wsi |

W latach 1975–1998 wieś administracyjnie należała do województwa słupskiego.